# Puceron vert du rosier
Macrosiphum rosae
Espèce
Le puceron vert du rosier (Macrosiphum rosae) est une espèce de petits insectes de l'ordre des hémiptères, de la famille des aphididés, qui parasite les rosiers et d'autres plantes servant d'hôtes secondaires comme les scabieuses. Il peut être rose ou vert.

## Description
L'adulte se présente sous deux formes :
- forme ailée, aux ailes transparentes, à l'abdomen de couleur verte, de 3 mm de long en moyenne ;
- forme aptère, au corps de couleur verte ou mauve, également de 3 mm de long en moyenne.

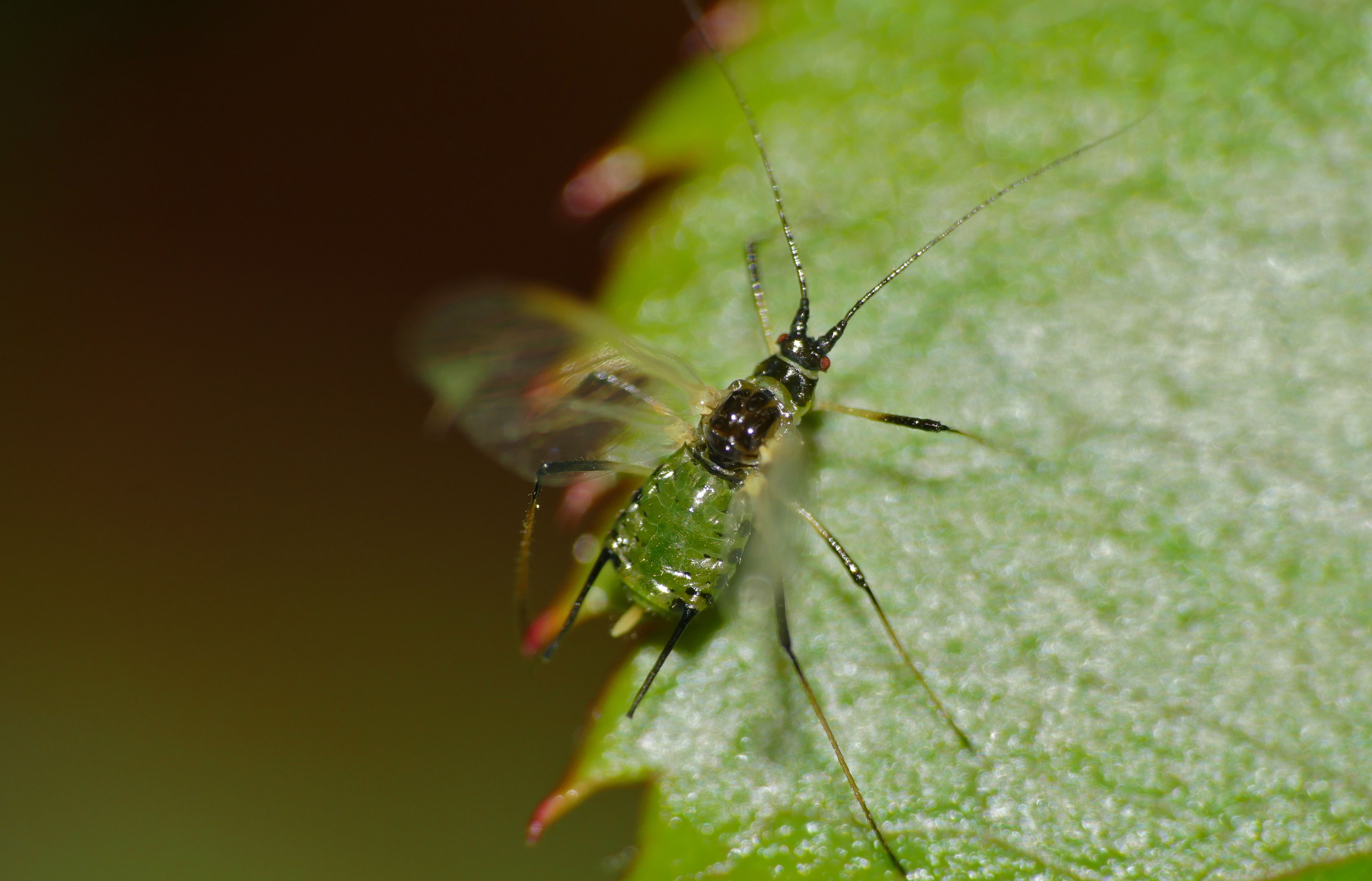
Forme ailée
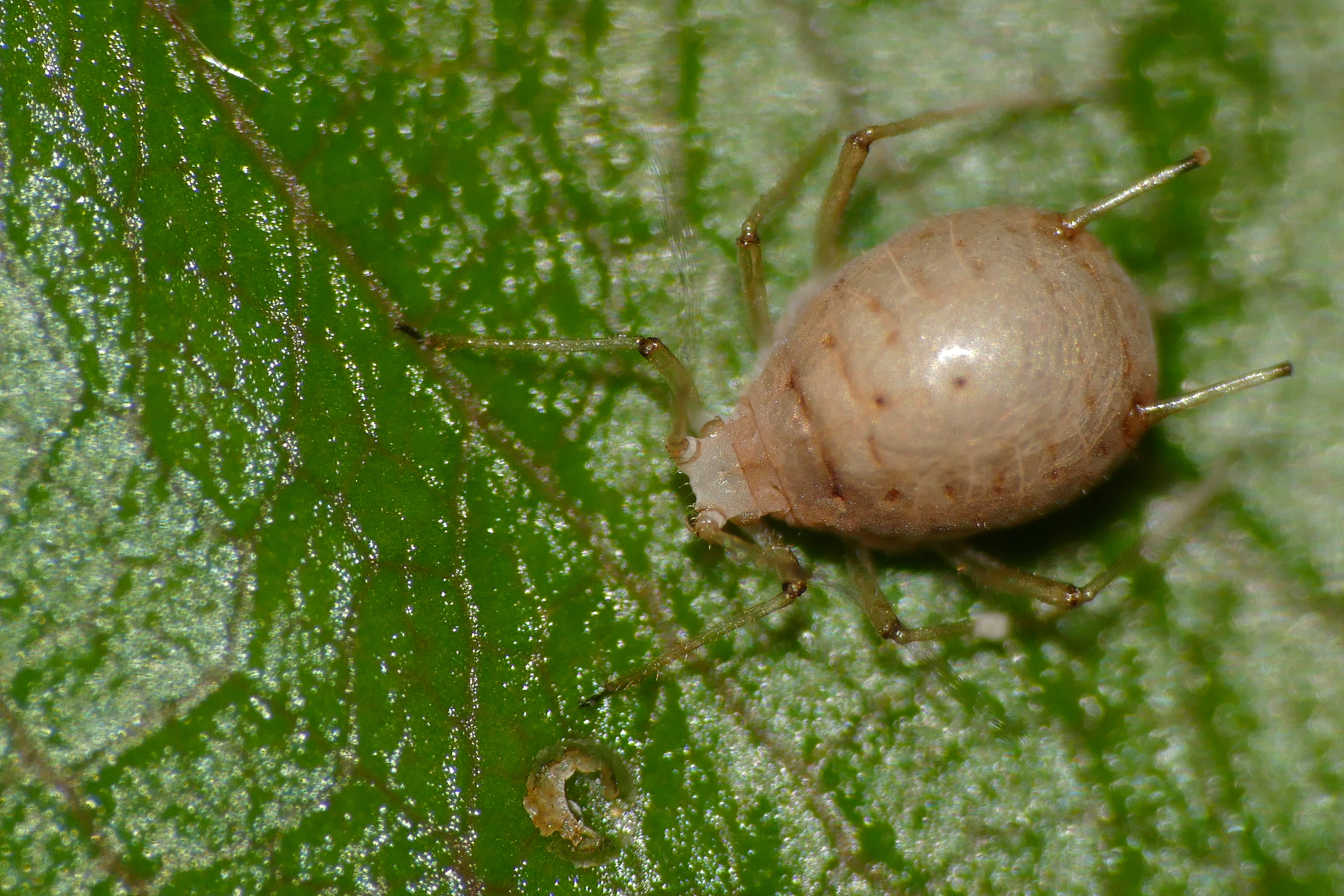
Forme aptère
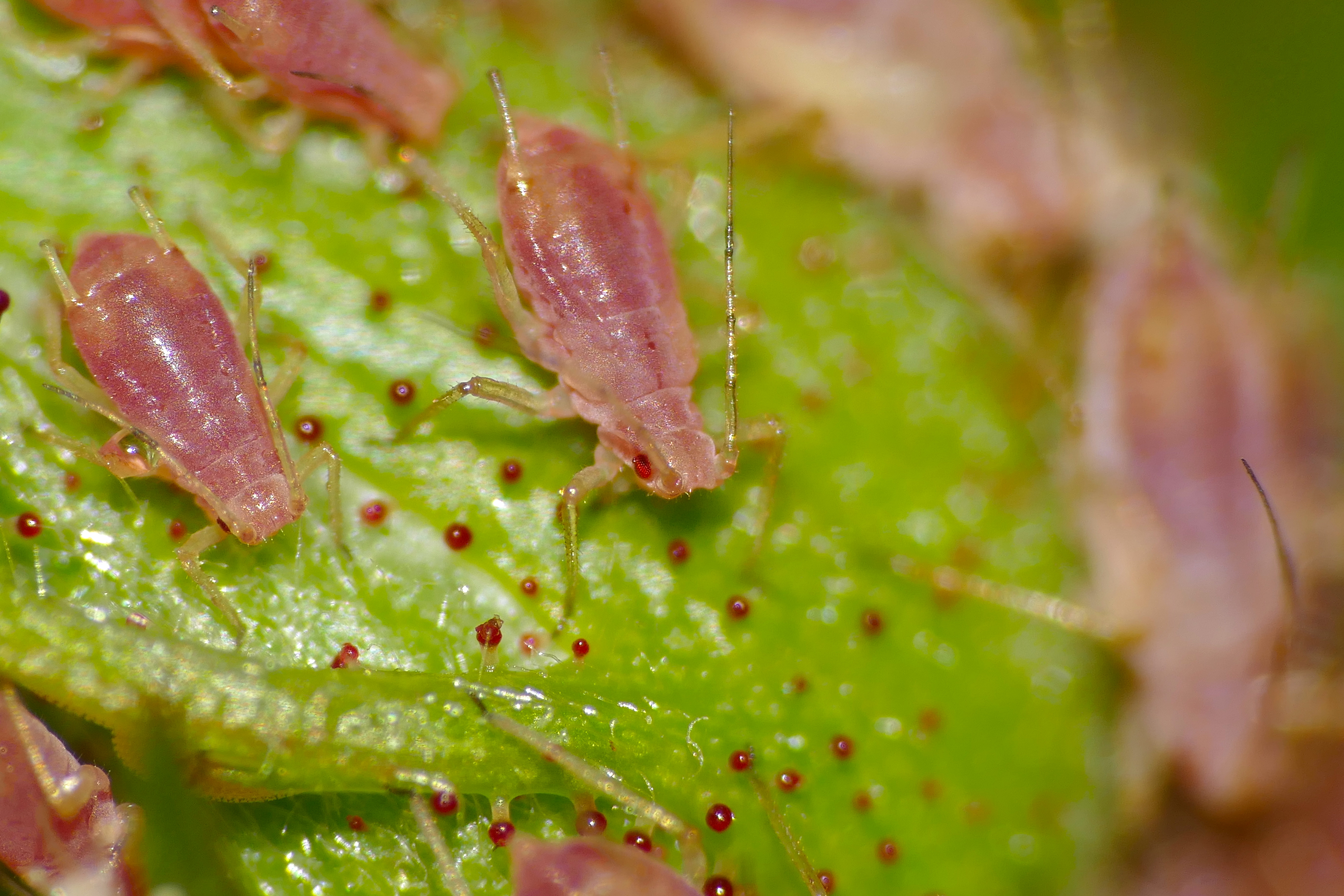
Nymphes

## Biologie
Les  pucerons vivent principalement sur les jeunes pousses des rosiers et les boutons floraux en colonies nombreuses. Un grand nombre de générations, plus de vingt, se succèdent au cours d'une même saison.

## Dégâts
Les pucerons se nourrissent de la sève des plantes en piquant les cellules végétales à l’aide de leur proboscis (trompe). En grand nombre, ils peuvent retarder sérieusement la croissance de la plante et ruiner les bourgeons. Ils sont particulièrement nuisibles pour les nouvelles pousses causant des dégâts aux feuilles émergentes qui sont malformées prenant l'aspect de celles touchées par la cloque du pêcher.

## Ennemis naturels

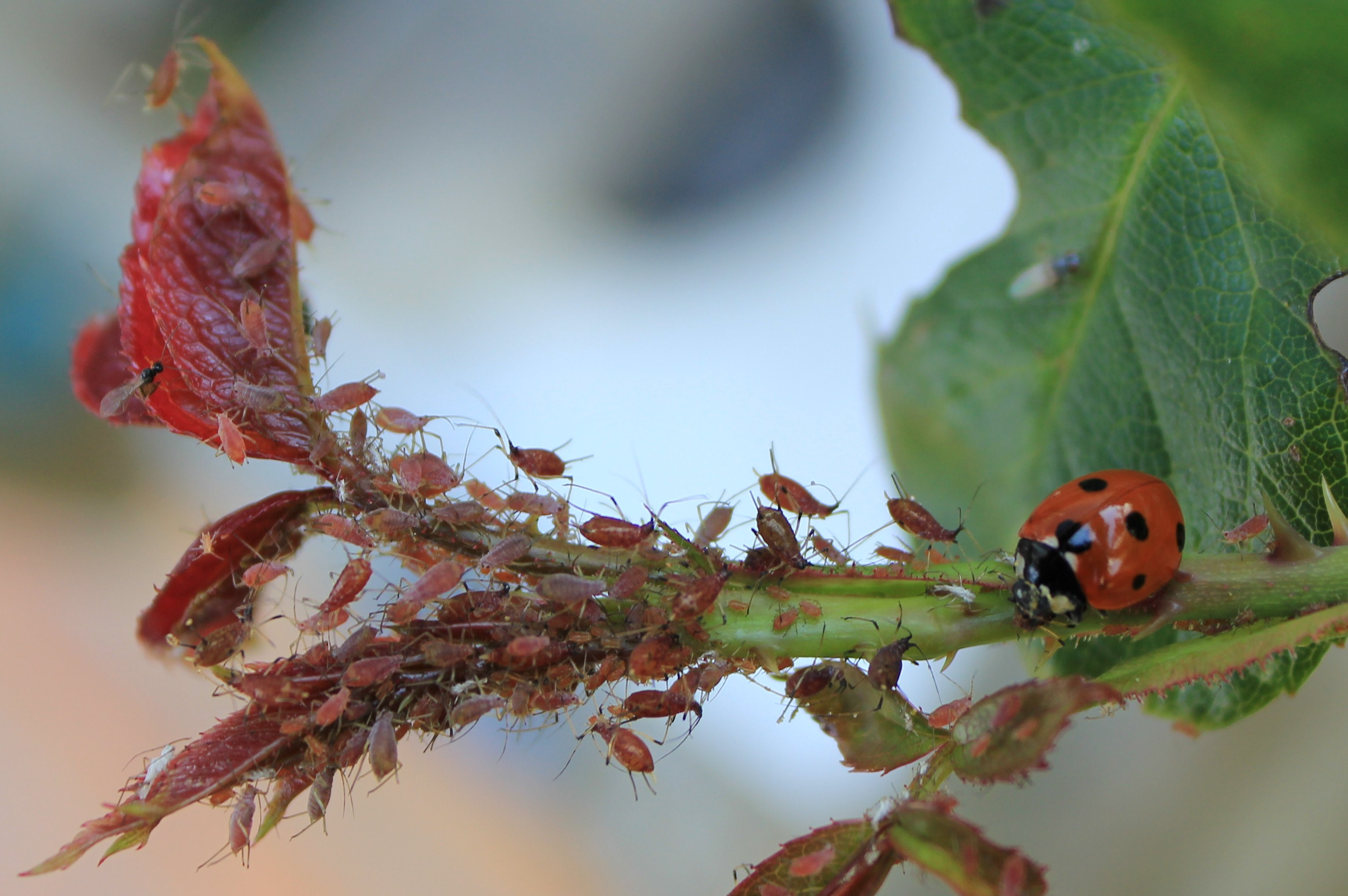
Coccinelle se nourrissant de pucerons.

La coccinelle : véritable « ogre à pucerons », elle est aujourd'hui reconnue comme le meilleur insecticide naturel. Les coccinelles qui se nourrissent de pucerons sont dites aphidiphages. Parmi elles se trouvent les plus connues, comme la coccinelle à sept points (Coccinella septempunctata), mais aussi les plus colorées.
Le puceron du rosier est parasité par un petit hyménoptère du genre Aphidius (sous-famille des Aphidiinae), qui pond dans le corps du puceron. Celui-ci change d'aspect (couleur et forme) et s'immobilise : on parle de « momification ». La larve d'hyménoptère se développe dans le puceron en le dévorant de l'intérieur. Une fois adulte, l'hyménoptère quitte le corps du puceron en perçant l'abdomen de celui-ci.

## Traitement biologique contre les pucerons
Les pucerons entraînent souvent chez les plantes des déformations très disgracieuses mais ils les tuent rarement, c'est pourquoi certains ne cherchent pas à éliminer les pucerons. Ils ne veulent en effet pas priver de nourriture leurs prédateurs naturels (les coccinelles) et préfèrent attendre qu'un équilibre naturel se crée.
Pour ceux qui préfèrent intervenir, un des traitements les plus écologiques consiste à simplement vaporiser quotidiennement de l'eau de façon assez forte afin de faire chuter les pucerons.
On peut aussi pulvériser du savon noir dilué à 5 %. En effet le savon noir étant alcalin, celui-ci agit comme un excellent répulsif sans pour autant endommager la plante. Il faut bien choisir du savon noir sans colorant, parfum et sans ingrédient synthétique ajouté. Il convient d'exclure les savons noirs de supermarché qui sont souvent composés d'ingrédients synthétiques peu onéreux.
Les pucerons appréciant grandement l'azote, il faut éviter les engrais "coup de fouet" riches en azote qui attirent les pucerons. On privilégie donc plutôt les engrais organiques à diffusion lente.
On peut également semer des capucines près des rosiers, attirant les pucerons qui abandonnent ainsi les rosiers.
Les fourmis "élèvent" souvent les pucerons qui s'attaquent aux rosiers. On peut alors être tenté de se débarrasser des fourmis en posant par exemple des bandes de glu à la base du rosier mais on se prive alors de l'activité prédatrice des fourmis qui dévorent de nombreux insectes phytophages comme les chenilles ou certains coléoptères et hyménoptères dont les larves sont phytophages, se nourrissent des feuilles, ou s’y creusent des abris. On ne pose donc ces bandes de glu que si le rosier est très atteint (feuilles recroquevillées). On peut aussi placer des abris à insectes dans le jardin ou y semer des fleurs mellifères pour accueillir les nombreuses espèces de guêpes et abeilles solitaires qui se nourrissent de pucerons. On peut par exemple facilement fabriquer des abris à perce-oreilles (qui mangent aussi les pucerons) en retournant près d'un rosier des pots de terre pleins de foin ou de paille.

## Voir aussi

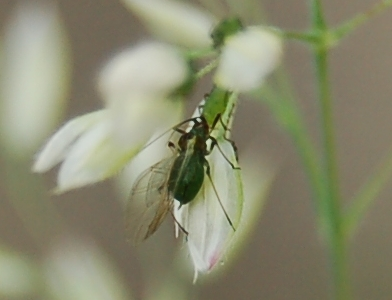
Puceron vert